# Ворм Ривер (Ајдахо)
Ворм Ривер (енгл. Warm River) град је у америчкој савезној држави Ајдахо.

## Демографија
По попису из 2010. године број становника је 3, што је 7 (-70,0%) становника мање него 2000. године.
| Група             | 2000.       | 2010.      |
| Белци             | 10 (100,0%) | 3 (100,0%) |
| Афроамериканци    | 0 (0,0%)    | 0 (0,0%)   |
| Азијати           | 0 (0,0%)    | 0 (0,0%)   |
| Хиспаноамериканци | 0 (0,0%)    | 0 (0,0%)   |
| Укупно            | 10          | 3          |